# شوشانا بین
شوشانا بین (انگلیسی: Shoshana Bean؛ زادهٔ ۱ سپتامبر ۱۹۷۷) خوانندهٔ مؤلف، آهنگساز، و بازیگر تئاتر اهل ایالات متحده آمریکا است. وی از سال ۲۰۰۰ میلادی تاکنون مشغول فعالیت بوده‌است.